# Platypeza anthrax
Platypeza anthrax är en tvåvingeart som beskrevs av Friedrich Hermann Loew 1870. Platypeza anthrax ingår i släktet Platypeza och familjen svampflugor. Inga underarter finns listade i Catalogue of Life.